# Sfax
Sfax (en árabe: صفاقس‎, romanizado: Ṣfāqes) es una ciudad portuaria de Túnez fundada en 849 a. C. sobre las ruinas de Taparura y Thaenae. La ciudad se encuentra al sur del país, a 270 km de la capital de la nación.

## Etimología
Una etimología popular relaciona el nombre de la ciudad con el rey Sifax de la antigua tribu númida de los masesilos, situada en Numidia occidental durante el último cuarto del siglo III a. C. Sin embargo, el origen del topónimo parece derivar de una curcubitácea local, el fakous o pepino En otras fuentes se relaciona el nombre con una expresión bereber: "donde se vigila", comparable al griego Taphrouria (puesto de vigilancia) transcrito como Taphrura por Ptolomeo.

## Economía
- La ciudad cuenta con el primer puerto en tráfico comercial (2000) y el segundo en valor.[cita requerida]
- La agricultura constituye el pilar económico de la región, se cosechan principalmente olivos, almendros, el gobierno de Sfax se encuentra en el primer puesto de todas las regiones productivas de aceite de oliva, con el 38,5% unas 200.000 toneladas.
- La ganadería representa un sector igualmente importante de la economía regional. Con 340.000 ovejas, 50.000 caprinos y cerca de 30.000 bovinos, la región ocupan un lugar destacado en este ámbito. Por otra parte la industria láctea también toma adquiere relevancia en la actividad económica, la producción de leche alcanza las 75.000 toneladas al año.
- La pesca también obtiene un lugar destacado en la economía regional con una flota de cerca de 300 barcos-camaroneros, 50 atuneros, 1500 barcas a motor y 2000 de barcas a vela. Sfax produce alrededor de 25.000 toneladas de pescados al año, es decir, el tercio de la producción nacional. Se exporta una buena parte de esta pesca en el extranjero (10 000 toneladas aproximadamente).

## Transporte

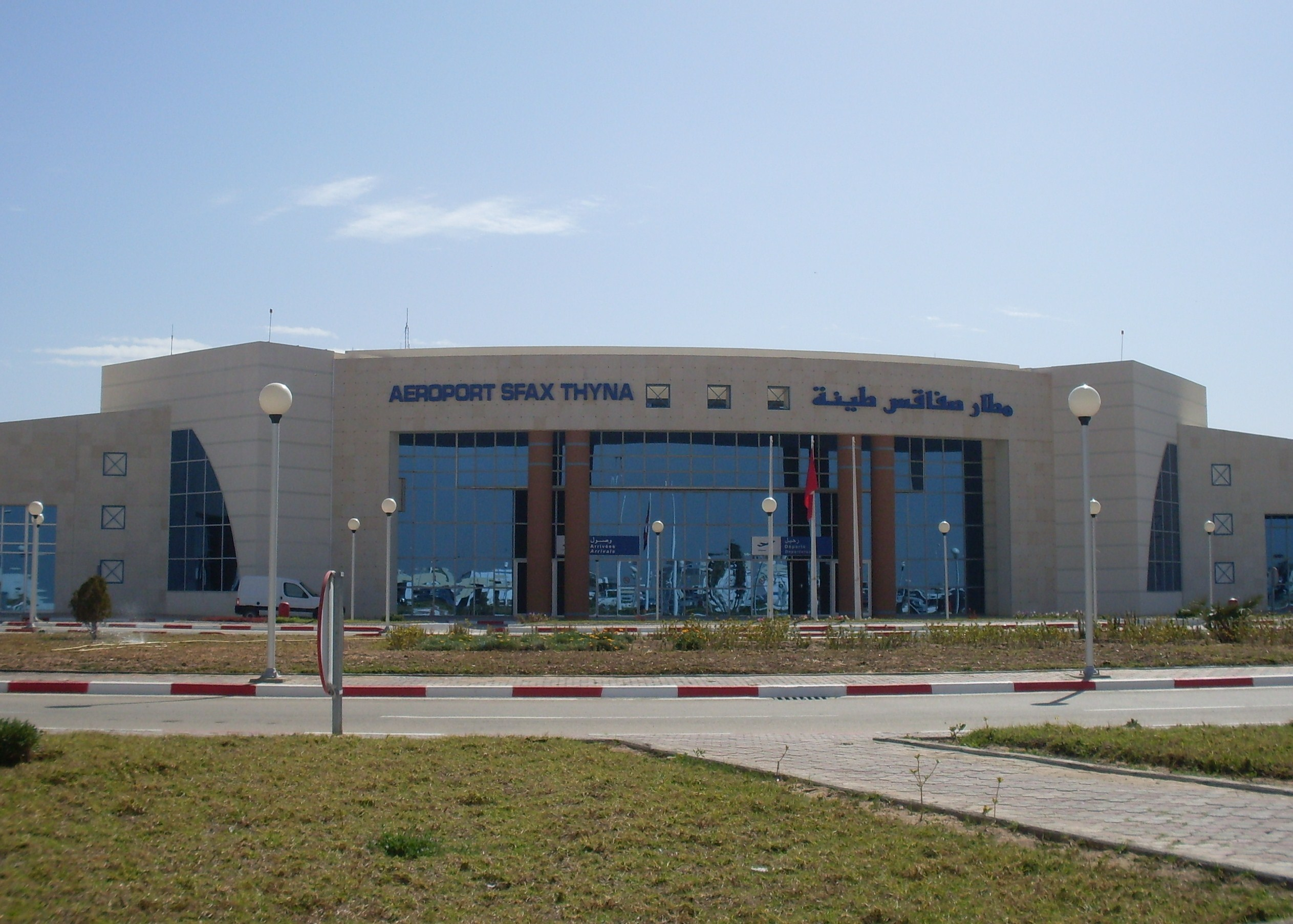
Sfax – Thyna International Airport

La autopista A1 conecta Sfax con Túnez. Un sistema ferroviario de vía estrecha SNCFT proporciona servicios de pasajeros a Túnez y entrega fosfatos y mineral de hierro para la exportación. Sfax es servida por el Aeropuerto internacional Sfax - Thyna y Syphax Airlines tiene vuelos regulares regulares al aeropuerto de París-Charles de Gaulle, al aeropuerto internacional de Montreal - Pierre Elliott Trudeau, al aeropuerto internacional Sabiha Gökçen, al aeropuerto internacional de Trípoli y vuelos chárter al aeropuerto de Jeddah para la peregrinación a La Meca.

## Educación
- ENIS (École Nationale d'Ingénieurs de Sfax) emitió una serie de científicos e industriales de renombre.[3]
- ESCS (École Supérieure de Commerce de Sfax) issued a number of managers, Economy and Management researchers and young entrepreneurs.[3]
- ESCS (École Supérieure de Commerce de Sfax) emitió una serie de directores, investigadores de Economía y Gestión y jóvenes emprendedores.[4]
- La FLSHS (Facultad de Letras y Ciencias Humanas de Sfax) publicó varios poetas y escritores en prosa de renombre.
- Facultad de Medicina de Sfax.[5]
- ISAAS (Instituto Superior de Administración de Empresas de Sfax)[6]
- FSEGS (Facultad de Economía y Gestión de Sfax).[7]
- FSS (Facultad de Ciencias Sfax).[8]
- ISIMS (Instituto Superior de Informática y Multimedia de Sfax).[9]
- FDS (Facultad de Derecho de Sfax) (http://www.fdsf.rnu.tn/)
- ISAMS (Instituto Superior de Artes y Oficios de Sfax)
- IHEC (Instituto de Altos Estudios Comerciales de Sfax)

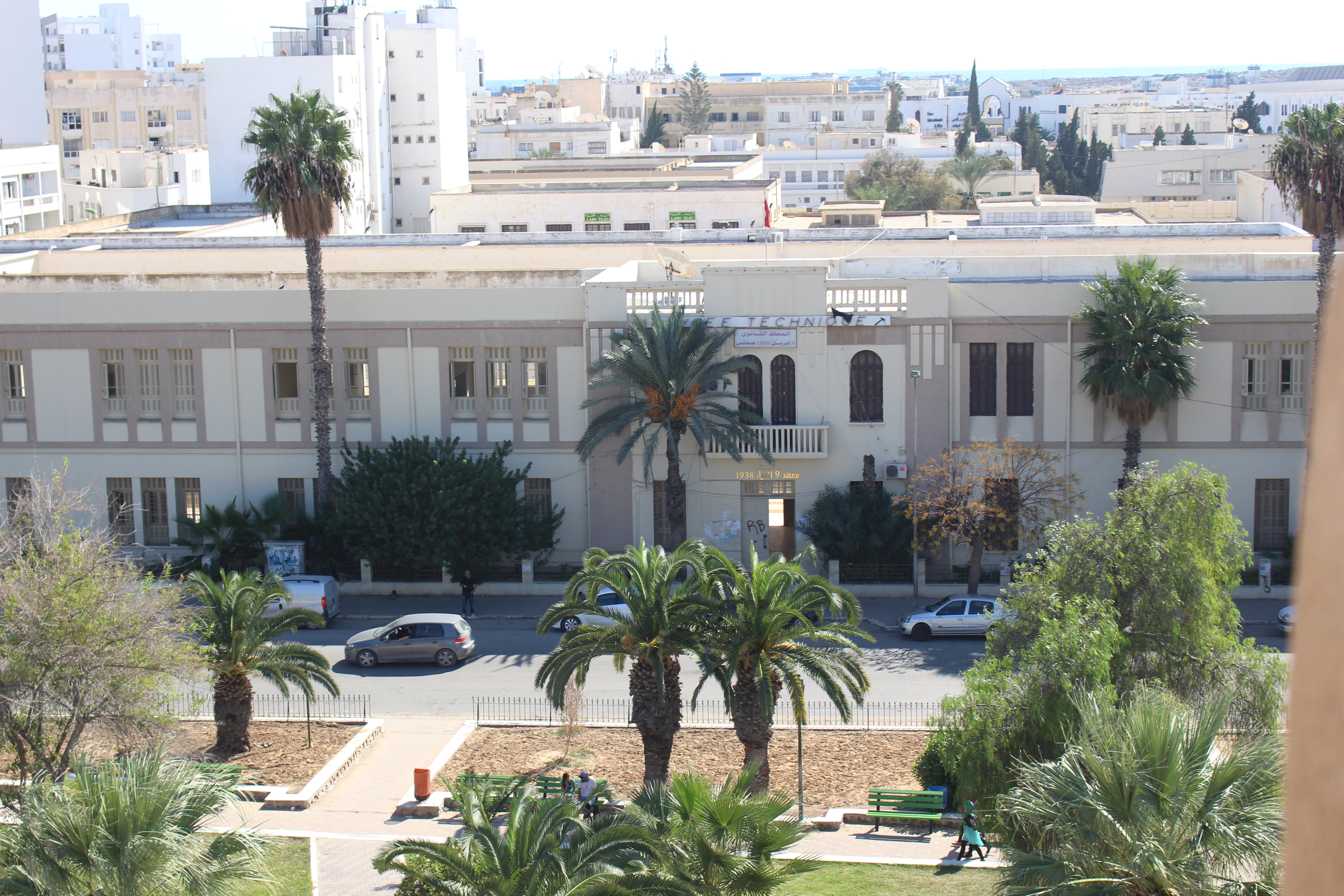
Lycée Technique de Sfax
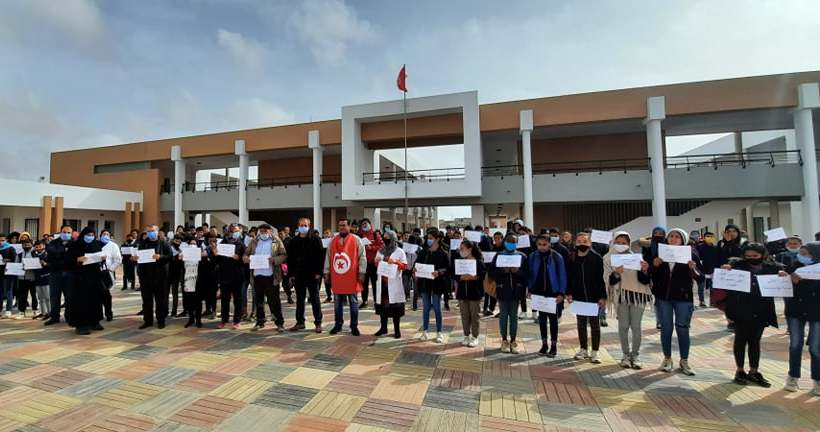
Honando en un colegio de Sfax
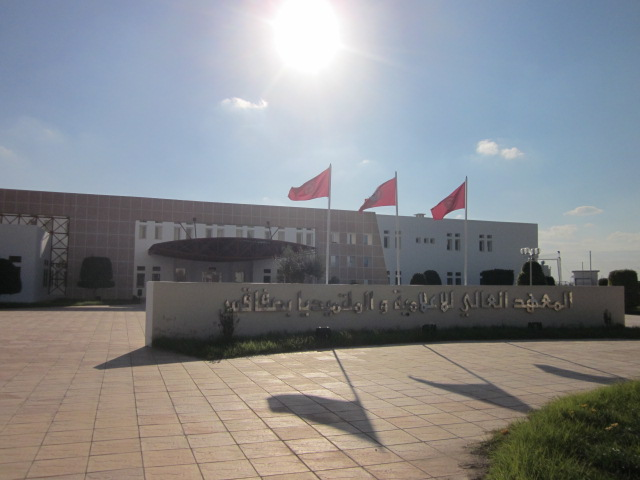
Universidad de Infromatique y Multimedia de Sfax
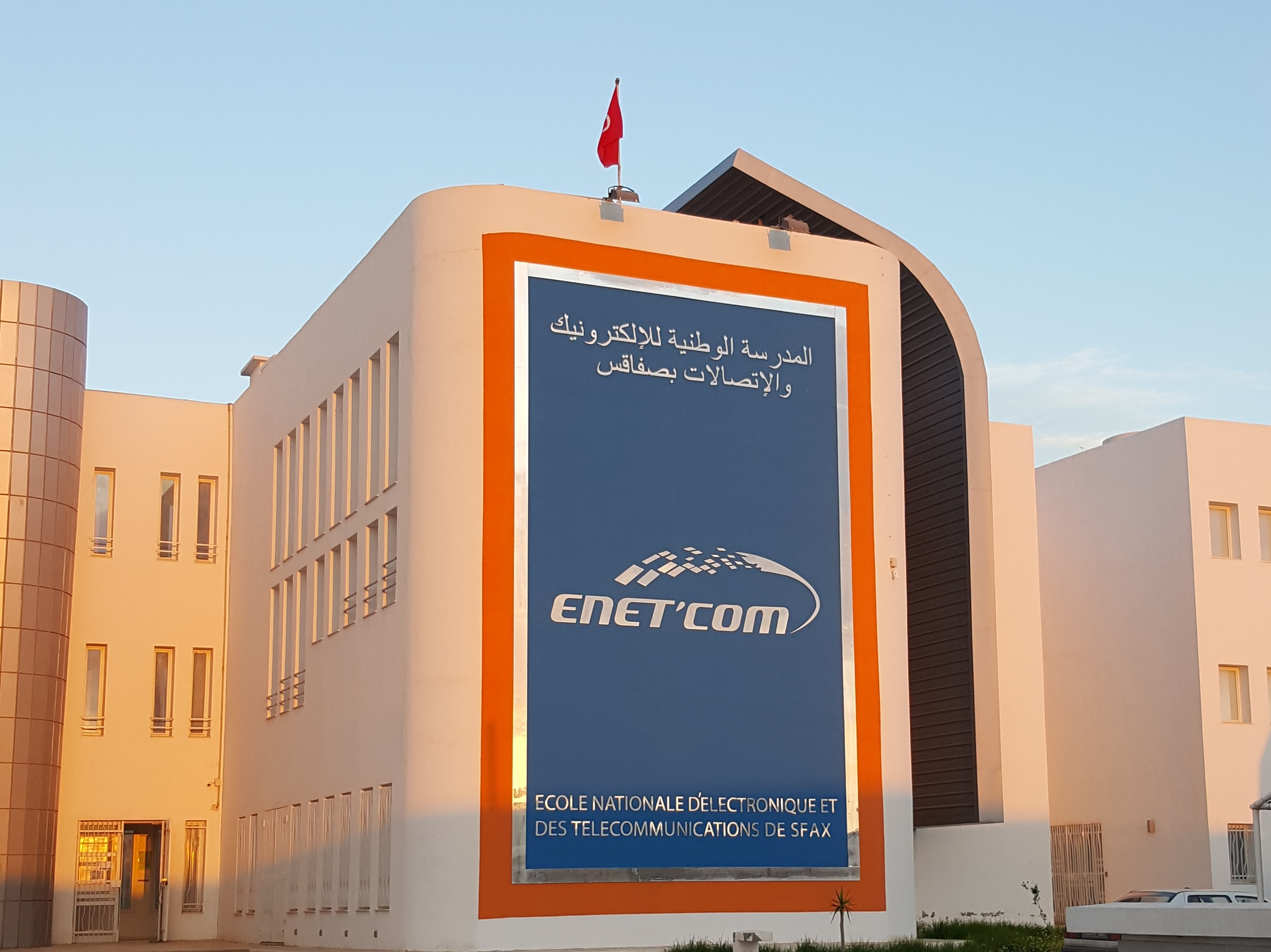
Instituto Superior de Electrónica y Comunicación de Sfax

## Ciudades hermanadas
- Casablanca (Marruecos)
- Dakar (Senegal)
- Grenoble (Francia)
- Majachkalá (Rusia)
- Marburgo (Alemania)
- Orán (Argelia)